# La pata de mono
La pata de mono (en inglés: The Monkey's Paw) es un relato breve de terror escrito por W. W. Jacobs, humorista inglés, en 1902. En esta historia la pata de un mono muerto es un talismán que cumple a quien la posea tres deseos, pero estos deseos se cumplen de forma contraproducente.

## Argumento
La familia White, compuesta por el padre, madre y Herbert, su hijo ya adulto, viven de manera tranquila y cómoda en Laburnum Village, su hogar. Una noche reciben la visita del sargento mayor Morris, antiguo habitante del sector y gran amigo del Señor White en su infancia y juventud hasta que se unió al ejército y en sus filas acabó recorriendo el mundo.
Mientras los cuatro socializan y beben en el salón sale a colación el hecho de que Morris ha estado en la India y esto hace recordar al Señor White que alguna vez le oyó mencionar estar en poder de una pata de mono muy particular. Incómodo con el tema, Morris les muestra una pata de mono disecada y explica que es lo que la gente podría llamar mágica ya que un faquir la hechizó y tiene el poder para conceder tres deseos a tres personas, pero su objetivo es demostrar que los hombres están regidos por el destino de forma que nadie puede oponerse a sus designios. Cuando la familia pregunta, el soldado reconoce que solo le queda poder para los deseos del último portador, ya que él fue el segundo poseedor y ha pedido sus tres deseos aunque su rostro demuestra que el recuerdo lo aterroriza; también explica que del primer dueño no sabe quién era o cuáles fueron sus dos primeros deseos, pero que el tercer deseo fue morir y así es como él se hizo con su propiedad.
Morris confiesa que tras tanto tiempo aún la conserva no solo porque no ha podido venderla, también porque teme lo que le pueda hacer a su siguiente dueño, tras esto intenta quemarla en la chimenea, pero el Señor White se lo impide ya que desea comprarla, aunque Morris rehúsa cobrarle y le dice que si la desea la use bajo su propio riesgo y pida cosas razonables ya que, le advierte, todos los deseos implican una consecuencia nefasta. White obliga a su amigo a aceptar algo de dinero aunque este incluso mientras se marcha le insiste en que la tire o nunca la use.
Tras marcharse Morris la familia habla sobre el tema, aunque ninguno se toma en serio al talismán, deciden pedir un deseo y tras discutirlo razonan que lo más sensato, ya que el Señor White está satisfecho con su vida y no necesita nada, es pedir saldar las doscientas libras de la hipoteca que hay sobre la casa. Al pedir el deseo el hombre se aterra ya que vio y sintió la pata moverse en su mano, pero su familia le resta importancia creyendo ser solo su imaginación, especialmente al ver que no se ha materializado mágicamente el dinero.
A la mañana siguiente Herbert se marcha a su trabajo y el matrimonio tiene un día sin novedad hasta que un hombre llega y les da una macabra noticia, Herbert ha fallecido en su trabajo, las maquinarias lo atraparon y destrozaron su cuerpo; para su horror también les explica que a modo de compensación la empresa les ha preparado una indemnización de doscientas libras.
Una semana después de sepultar a su hijo es evidente para el Señor White que la cordura de su esposa ha quedado trastocada en alguna medida. Una madrugada despierta y ella le comenta la idea de usar el segundo deseo para resucitar a Herbert, el hombre se niega a esto argumentado que el cuerpo ya se ha deteriorado tras diez días desde su fallecimiento, además que las máquinas lo dejaron en un estado irreconocible, aun así su esposa lo presiona hasta que pide que Herbert reviva, sin embargo nada pasó y con alivio creyó que el deseo no había surtido efecto. Algunas horas después, oyen a alguien golpear la puerta y la Señora White se dispone a recibir a Herbert, comprendiendo que ha tardado ya que el cementerio está a dos millas de la casa. Aterrado de tener que ver reanimados los despojos del cuerpo de su hijo, el Señor White busca la pata de mono antes que su esposa logre abrir la puerta y pide silenciosamente un tercer deseo.
La historia acaba cuando el Señor White oye a su esposa gritar en la puerta y tras correr hacia ella la descubre llorando desconsoladamente ya que no hay nadie en la entrada ni en el camino.

## La pata de monoen la cultura popular
- Una obra de un solo acto basada en el cuento fue escrita por Louis N. Parker e interpretada por primera vez en 1907.
- La historieta antológica de terror estadounidense Haunt of Fear publicó en noviembre de 1953, en su 22° número, la historia Wish You Were Here,  donde una pareja descubre estar en posesión de una estatuilla que concede tres deseos contraproducentes, por lo que toman como ejemplo lo sucedido en La pata de mono para intentar evitar las consecuencias nefastas al pedir sus deseos.
- "The Monkey's Paw – A Retelling", se transmitió por televisión el 19 de abril de 1965 en la temporada 10, episodio 26 de The Alfred Hitchcock Hour, con las actuaciones de Leif Erickson, Jane Wyatt, y Lee Majors.
- La película británica Tales from the crypt de 1972, incluye entre sus historias una adaptación de Wish You Were Here, publicado en la revista Haunt of Fear en 1953.
- El tema del cuento fue una de las inspiraciones para la novela de Stephen King Cementerio de animales.
- Se han hecho varias versiones para televisión, entre ellas La Zarpa (De Historias para no dormir) y los cuentos de terror narrados por Alberto Laiseca para la señal de cable I-Sat
- Un episodio de la serie animada Tales from the Cryptkeeper cuenta la historia distorsionada como la mano de un gorila que concede deseos a un grupo de niños, pero los deseos siempre conllevan desgracia.
- En el S07E02 de Tales from the crypt para TV, llamado "Last Respects", tres hermanas dueñas de una tienda de antigüedades heredan la mano y tratan de rescatar de la quiebra su negocio, resolviendo las diferencias entre ellas.
- En el S01E04 de la serie Le temes a la oscuridad, en el episodio llamado, "La historia de la garra torcida", se relata una historia inspirada evidentemente en el cuento.
- Una de las historias en el especial de Halloween de la tercera temporada de Los Simpson tiene el mismo nombre y está claramente inspirada por el cuento.
- Una historia similar es adaptada del Manga y anime de XXXHolic en el episodio 8 de la temporada 1, titulado "Contract", en la que en esta versión una mujer académica adquiere la mano o "garra de Mono" que también otorga 3 deseos pero el personaje coprotagonista el anime y manga, Yūko Ichihara de quien la mujer le pide prestado el objeto le advierte que no debe ser sacado de la caja que lo contiene, esta a su vez, sin atender las consecuencias a lo largo del episodio pide los deseos y en su lugar no solo obtiene el deseo, sino que tiene terribles consecuencias, incluido el último deseo, que termina haciendo desaparecer a la mujer.
- El relato fue incluido por Jorge Luis Borges, Bioy Casares y Silvina Ocampo en su famosa Antología de la literatura fantástica.
- En Costa Rica se realizó la película "Donde duerme el horror", basada en este cuento.
- En Ecuador se produjo la serie de televisión "Zona Obskura" (2000), en cuyo capítulo titulado "Pide tres deseos y muere", se hace referencia al cuento la pata del mono. La diferencia radica que en vez de una pata de mono el amuleto consiste en un anillo en forma de calavera que brilla con cada deseo; con la petición del tercer deseo, el portador del anillo inevitablemente morirá.
- En la serie animada de Disney  "Brandy y el señor Bigotes" aparece un episodio basado en la pata del mono.
- En la serie novelas ligeras japonesas Monogatari, uno de los personajes principales se encuentra bajo el influjo de lo que creen que es una pata de mono como la de la historia, aunque se le da la vuelta a su forma de actuar: trae consecuencias negativas a raíz de los deseos profundos de su portador.
- Un cortometraje titulado Tres deseos escrito y dirigido por Óscar Parra de Carrizosa se sirve de la historia como inspiración.
- Otra aparición ocurre en la serie "Rick y Morty"  episodio 9 de la temporada uno, en el minuto 11:57 en que Summer Smith se encuentra la pata de mono en el suelo ,donde sale explicitamente el nombre y pide los tres deseos para salvar a su jefe, el diablo, de la tienda donde se encuentra trabajando.
- La llamada "piedra de los sueños" es referenciada por Steve Trevor como análoga a la pata de mono en Wonder Woman 1984.[3]
- Fue adaptada al teatro por la escritora venezolana Loredana Volpe, directora de la Compañía La Salamandra, en L'habitació tancada (La habitación cerrada), en el 2021, en la Sala Versus-Glòries de Barcelona.